# Ейтенз (селище, Нью-Йорк)
Ейтенз (англ. Athens) — селище (англ. village) в США, в окрузі Грін штату Нью-Йорк. Населення — 1586 осіб (2020).

## Географія
Ейтенз розташований за координатами 42°16′16″ пн. ш. 73°48′57″ зх. д. / 42.27111° пн. ш. 73.81583° зх. д. (42.271030, -73.815933).  За даними Бюро перепису населення США в 2010 році селище мало площу 11,93 км², з яких 8,86 км² — суходіл та 3,07 км² — водойми.

## Демографія
Згідно з переписом 2010 року, у селищі мешкало 1668 осіб у 734 домогосподарствах у складі 436 родин. Густота населення становила 140 осіб/км².  Було 885 помешкань (74/км²).
Расовий склад населення:
| - 95,9 % — білих - 1,9 % — чорних або афроамериканців - 0,4 % — азіатів |

До двох чи більше рас належало 1,3 %. Частка іспаномовних становила 4,0 % від усіх жителів.
За віковим діапазоном населення розподілялося таким чином: 20,2 % — особи молодші 18 років, 61,7 % — особи у віці 18—64 років, 18,1 % — особи у віці 65 років та старші. Медіана віку мешканця становила 45,3 року. На 100 осіб жіночої статі у селищі припадало 91,9 чоловіків;  на 100 жінок у віці від 18 років та старших — 86,7 чоловіків також старших 18 років.
Середній дохід на одне домашнє господарство  становив 59 995 доларів США (медіана — 47 173), а середній дохід на одну сім'ю — 80 086 доларів (медіана — 66 875). Медіана доходів становила 45 000 доларів для чоловіків та 32 500 доларів для жінок. За межею бідності перебувало 16,3 % осіб, у тому числі 7,1 % дітей у віці до 18 років та 16,7 % осіб у віці 65 років та старших.
Цивільне працевлаштоване населення становило 592 особи. Основні галузі зайнятості: освіта, охорона здоров'я та соціальна допомога — 23,5 %, публічна адміністрація — 12,8 %, роздрібна торгівля — 12,2 %.